# Panty & Stocking with Garterbelt
Panty & Stocking with Garterbelt (japanisch パンティ＆ストッキングwithガーターベルト, Panti ando Sutokkingu wizu Gātāberuto) ist eine Anime-Fernsehserie, die im Jahr 2010 vom Animationsstudio Gainax unter der Regie von Hiroyuki Imaishi produziert wurde.

## Handlung

Die Flagge von Daten City, wie sie im Anime zu sehen ist, erinnert an die Flaggen von Japan und den USA.

Im Zentrum der Serie stehen die beiden jungen Engel Panty und Stocking, die aufgrund ihres schlechten Verhaltens aus dem Himmel verbannt wurden. Seitdem sollen sie als Gesandte Gottes böse Geister in Daten City (city entspricht dem japanischen shi → datenshi bezeichnet gefallene Engel), einem Ort in einer Zwischenwelt zwischen Himmel und Hölle, jagen und beseitigen. Sollten sie genug gute Taten vollbracht und entsprechend genug Heaven Coins gesammelt haben, sollen sie wieder in den Himmel zurückkönnen. Ihr Kontaktmann ist dabei der schwarze Priester Garterbelt, der ihnen die Aufträge des Himmels übermittelt und ihnen die Unterkunft zur Verfügung stellt. Als schwarzer Priester bereitet er dabei stets nur schwarz aussehende Speisen zu.
Jedoch haben die beiden gefallenen Engel ganz andere Dinge im Sinn, als dieser Tätigkeit nachzugehen. Panty vernascht stattdessen einen Liebhaber nach dem anderen und ist dabei nicht wählerisch, solange sie ihren Orgasmus bekommt. Stocking hingegen hat an Männern kaum Interesse, widmet sich lieber dem Verzehr von Süßspeisen aller Art und kleidet sich wie eine Gothic Lolita. So gehen beide eigentlich nur den Aufgaben nach, wenn sie es in der Unterkunft nicht mehr aushalten. Als Nebenrolle und Haustier tritt ein hundeartiger, grüner, total verrückter Flickenteppich namens Chuck auf, dessen einzige Funktion dessen brutale Misshandlung bei allen Gelegenheiten ist.
Die Folgen der Serie sind dabei in jeweils zwei kürzere Handlungsabschnitte aufgeteilt, die sich jeweils der Beseitigung eines Geistes widmen. In den Auseinandersetzungen kann dabei Panty ihren Slip in die Pistole Backlace und Stocking ihre gestreiften Strümpfe in die beiden Schwerter Stripe I&II verwandeln, die jedoch nur gegen Geister, Teufel und andere Engel wirken.

## Figuren

### Panty
Anarchy Panty (パンティ, Panti, „Damenschlüpfer“) ist ein blonder Engel, Stockings ältere Schwester und vom Charakter her eher unbeherrscht und beleidigend. Ihrem Namen entsprechend ist ihre Waffe eine große, blaue Pistole mit rosa Schleifchen, die Backlace heißt und die sie bei Bedarf durch die Verwandlung ihres Schlüpfers erhält. Sollte es nötig sein, kann Panty auch andere Unterwäscheartikel in Waffen verwandeln oder den Schlüpfer von Stocking dazu verwenden, eine mächtigere Waffe zu erzeugen. Auf der Erde ist Pantys Zeitvertreib das Vernaschen möglichst vieler Männer (ihr Ziel ist es, mit tausend verschiedenen Männern Geschlechtsverkehr zu haben) und ein ansonsten unbeschwerter Lebensstil.

### Stocking
Anarchy Stocking (ストッキング, Sutokkingu, „Damenstrumpf“) ist wie Panty ein Engel. Im Gegensatz zu ihrer Schwester bevorzugt sie Ordnung und findet ihr Vergnügen im Verspeisen verschiedenster Süßigkeiten sowie der Pflege ihres Gothic-Lolita-Looks. Sie trägt dabei lange lila und pinke Haare und ein im viktorianischen Stil gehaltenes kurzes, schwarzes Kleid und dazu eine Plüschkatze, die Honekoneko (ホネコネコ, „Knochenkätzchen“) heißt und lebendig zu sein scheint. Stockings Waffe im Kampf gegen Geister und Dämonen ist einer ihrer Strümpfe, den sie in ein blaues Schwert namens Stripe verwandeln kann. Wie Panty kann Stocking weitere Strümpfe in zusätzliche Waffen verwandeln, wie im ersten Kampf gegen Scanty und Kneesocks zu sehen ist.

### Garterbelt
Garterbelt (ガーターベルト, Gātāberuto, „Strapse“) ist ein schwarzer Priester mit einem riesigen Afro und damit betraut, Panty und Stocking zur Erfüllung ihrer Pflichten anzuhalten, was nicht immer einfach ist. Garterbelt war einst ein Krimineller (vermutlich in New York), der nach seinem gewaltsamen Tod und der Weigerung, einem göttlichen Auftrag nachzugehen, die Suche nach dem Schlüssel zur Hölle, zu irdischer Unsterblichkeit verdammt und Millionen Jahre in die Vergangenheit zurückversetzt wurde und die gesamte Menschheitsgeschichte miterlebt hat. Garterbelt ist homosexuell, praktiziert BDSM und führt ein Doppelleben als maskierter Master-G, wenn er mal anarchistischen Absichten frönt.

### Chuck
Chuck (チャック, Chakku, „Reißverschluss“) ist eine kleine grüne, hundeähnliche, mit Reißverschlüssen überzogene Kreatur, die den Geist eines Stiers beherbergt und in deren Kopf ein männlicher Dämon wohnt, der Chucks Gehirn als Sofa verwendet. Chuck wird immer wieder das Opfer von Gewalt seitens der beiden Engel und Garterbelts. Dabei ist er in der Lage, die schlimmsten Anschläge auf sein Leben wegzustecken und sich rasch zu erholen. Chucks Hauptaufgabe ist es, als eine Art Briefkasten zu wirken, in dem die göttlichen Aufträge landen, nachdem er von einem Blitz getroffen wird. Nebenbei ist er auch noch als Fahrer des rosa Jeeps See-Through (シースルー, Shī Surū), den die beiden Schwestern als Transportmittel nutzen, tätig.

### Brief
Brief (ブリーフ, Burīfu, „Unterhose“) ist ein rothaariger Junge, der sich für Geister und das Paranormale im Allgemeinen interessiert, seine Kleidung ähnelt dabei den „Uniformen“ der Ghost Busters so wie auch sein Rucksack dem Protonenstrahler ähnlich sieht. Er versucht, Panty und Stocking bei der Geisterjagd zu helfen, wobei er oft zu Schaden kommt. Brief ist in Panty verliebt, was diese nicht wirklich zur Kenntnis nimmt. Panty und Stocking sprechen ihn für gewöhnlich nur mit „Geekboy“ an. Brief heißt eigentlich Briefers Rock und ist der Erbe eines Milliardenvermögens, noch dazu ist sein Penis der Schlüssel zur Hölle, nach welchem sowohl Garterbelt als auch Corset suchen.

### Scanty
Scanty (スキャンティ, Sukyanti, „spärlich“ (in diesem Fall für spärlich bekleidet)) ist ein rothäutiger, weiblicher Dämon mit grünen Haaren und zwei Hörnern. Gleich ihrer jüngeren Schwester Kneesocks ist sie von Regeln besessen und fast ständig in ihrer hellbraunen Uniform zu sehen, aber im Gegensatz zu Panty und Stocking handelt sie beherrscht und weniger ausfallend.  Wie auch ihre Gegnerinnen kann Scanty ihre Unterwäsche, in diesem Fall zwei Schlüpfer, die sie gleichzeitig trägt, in zwei schwarzgoldene Revolver verwandeln, die Double Gold Lacytanga (ダブル・ゴールド・レーシータンガ, Daburu Gōrudo Rēshītanga) genannt werden.

### Kneesocks
Kneesocks (ニーソックス, Nīsokkusu, „Kniestrümpfe“) ist die jüngere der beiden Dämonenschwestern, sie hat blaue Haare, nur ein Horn, aber ebenfalls rote Haut, dazu trägt sie noch eine Brille. Sollte Kneesocks „rot werden“, verfärbt sich ihr Gesicht zu einem helleren Rot hin, was eine Art Running Gag innerhalb der Serie ist. Kneesocks Bewaffnung besteht aus zwei schwarz-goldenen Sensen mit dem Namen Double Gold Spandex (ダブル・ゴールド・スパンデックス, Daburu Gōrudo Supandekkusu).

### Corset
Corset (コルセット, Korusetto) ist der Bürgermeister von Daten City, der Vorgesetzte von Scanty und Kneesocks und dazu ein blauhäutiger Dämon in BDSM-Ausrüstung. Er kennt Garterbelt von früher und teilt mit diesem eine gleichartige gelbe Narbe auf der Brust sowie die Suche nach dem Schlüssel zur Hölle. Das Rathaus, von welchem aus er operiert, ähnelt der unteren Körperhälfte eines Mannes mit Erektion, welche aus dem Boden ragt, das Gebäude ist auch gleichzeitig das Portal zur Hölle, für welches der Schlüssel gefunden werden muss.

### Fastener
Fastener (ファスナー, Fasunā) ist eine kleine rosa Kreatur, die wie Chuck von Reißverschlüssen überzogen ist, aber nicht wirklich einem bekannten Tier ähnelt; in seinem Kopf wohnt ein kleiner weiblicher Dämon. Fastener ist Chucks Rivale und beide kennen sich bereits aus der Schule, er übernimmt für die Dämoninnen ähnliche Aufgaben wie Chuck, z. B. fährt er das Fortbewegungsmittel der beiden, eine Stretch-Geländewagen-Limousine mit dem Namen G-String (ジーストリング Jī Sutoringu).

## Episoden
| Episode | Kapitel | Handlung |
| ------- | --- | --- |
| 1       | Excretion Without Honor and Humanity "Jingi naki Haisetsu" (仁義なき排泄)                                              | Ein Geist aus Exkrementen, geformt durch den Zorn verunfallter Installateure, mordet Leute auf der Toilette. Panty & Stocking können diesen Geist nach anfänglichen Misserfolgen und Pantys Beinahe-Tod auf der Schüssel schließlich erledigen, die Stadt wird aber von Fäkalien geflutet. |
| 1       | Death Race 2010 "Desu Rēsu Nisenjū" (デスレース2010)                                                                   | Der Geist eines Taxifahrers im Geschwindigkeitsrausch macht Daten City unsicher, dabei kann er Besitz von jedem Fahrzeug ergreifen. Panty & Stocking machen sich mit See-Through daran, ihn zu stoppen, wobei Panty erst mal ihre Waffe verliert, die in Höschenform am Kopf des Geistes hängenbleibt, aber letztendlich siegreich bleibt. |
| 2       | The Turmoil of the Beehive "Mitsubachi no Zawameki" (ミツバチのざわめき)                                               | Panty & Stocking sind inkognito auf einer High School, deren Schüler auf merkwürdige Weise verschwinden. Bei ihren Ermittlungen legen sich die beiden mit Barbie, dem beliebtesten Mädchen der Schule, an und stehlen ihr die Schau. Barbie stellt sich aber als Geist heraus, der in Form einer Bienenkönigin ihre Anhängerschaft kontrolliert. Hier taucht Brief das erste Mal als Schüler auf. |
| 2       | Sex and the Daten City "Sekkusu ando za Daten Shiti" (セックス・アンド・ザ・ダテンシティ)                              | Panty & Stocking sind berühmte Filmstars geworden und sollen für ihren neuen Film ausgezeichnet werden, doch Panty verlangt auch die Würdigung ihres ersten Werks, eines Pornos. Um den Schaden zu begrenzen, machen sich die Engel auf, jede einzelne Kopie des Films zu finden und zu vernichten. Als am Ende Stocking aber erfährt, dass all ihre Auftritte im Film von Panty herausgeschnitten worden sind, lädt sie verärgert die letzte Kopie des Films für jeden verfügbar im Internet hoch. |
| 3       | Catfight Club "Kyattofaito Kurabu" (キャットファイト・クラブ)                                                          | Panty hat Stockings hochpreisigen und seltenen Pudding weggelöffelt, was die beiden miteinander brechen lässt. Erst als ein Geisterduo, das an Rotkäppchen und den bösen Wolf erinnert, mehr Ärger macht, als einer der Engel alleine bewältigen kann, finden Panty und Stocking wieder zusammen. |
| 3       | Pulp Addiction "Parupu Adikushon" (パルプ・アディクション)                                                             | In der Stadt gehen die Papiertaschentücher aus, was das Masturbieren ziemlich erschwert. Verantwortlich für diesen Mangel sind die Geister „weggewischter“ Spermien, die sich selbst als Soldaten in einem Krieg begreifen, welche versuchen die gegnerischen Stellungen zu erobern – etwas, das für zahlreiche Doppeldeutigkeiten und Anspielungen Raum bietet. |
| 4       | The Diet Syndrome "Daietto Shindorōmu" (ダイエット・シンドローム)                                                      | Stocking, die für gewöhnlich alles an Süßigkeiten essen kann, was sie will, ohne zuzunehmen, wird langsam, aber sicher dicker. Keine Diät und kein Fitnesstraining will helfen, und Stocking bricht als riesiger „Fettgigant“ durch die Decke. Verantwortlich für diese rasche Gewichtszunahme sind Bakterien, die der Geist einer übergewichtigen Konditorin in Süßspeisen mischt, um sich an schlanken Frauen zu rächen. Die Engel können den Geist besiegen und Stocking schrumpft auf ihre Normalgröße zurück. |
| 4       | High School Nudical "Hai Sukūru Nūdikaru" (ハイスクール・ヌーディカル)                                                 | Panty und Stocking machen sich, nach einer Diskussion über die Notwendigkeit, ihre Waffen zu warten, auf, um bei einem Unterwäscherennen der High School teilzunehmen. Dort ist Garterbelt inkognito als Master-G anwesend und plötzlich taucht ein Unterwäsche verschlingender Geist auf, der die nicht funktionierenden, schlecht gewarteten Waffen der Engel verschlingen kann. Panty beschließt die Unterwäsche der anderen Teilnehmer am Rennen einzusammeln und zu Waffen zu verwandeln, es handelt sich aber größtenteils um Blindgänger, und nur Briefs Unterhose kann den Geist stoppen, der dann explodiert und einen Unterwäscheregen auf die Stadt niedergehen lässt. |
| 5       | Raiders of the Nasal Dark (The Runny) "Hanamuputora" (ハナムプトラ)                                                    | In Daten City ist das Nasenbohren in Mode gekommen, welches geradezu orgasmische Gefühle verursacht. Ursache dafür ist ein Geist, der eines Nasensekret-bedingten Todes starb. Eine auf einem Luftschiff abgehaltene Party soll nun dazu dienen, dieses, angetrieben durch das Nasenbluten der Passagiere, in den Mond zu rammen. Panty und Stocking schaffen es, die Passagiere zu retten und den Geist, der nun zum Luftschiff selbst geworden ist, mit ihrem „Engelspopel“ zu besiegen. |
| 5       | Vomiting Point "Vomittingu Pointo" (ヴォミッティング・ポイント)                                                        | Die Geschichte spielt im Stadtteil Little Tokyo und folgt dem Leben des erfolglosen Salaryman Terao, der Jahrzehnte für sein Unternehmen gearbeitet hat, aber nie befördert wurde und nun anstelle des Geburtstags seiner Tochter zu einem von der Firma initiierten Saufgelage mitgeschleppt wird, wo er eine Bierpyramide wegtrinken muss, was, als er sich übergeben muss, zur Manifestation eines „Kotz-Geistes“ führt. Schließlich tauchen Panty & Stocking auf und besiegen den Geist, auf sein Bitten hin geben die Engel Terao ihr Autogramm für seine Tochter, die ein großer Fan ist. Die Episode ist in einem Zeichenstil gehalten, der sich von dem der anderen Episoden der Serie unterscheidet und die bedrückende Situation der Hauptfigur reflektiert. |
| 6       | Les Diaboliques "Akuma no Yō na Onnatachi" (悪魔のような女たち)                                                        | Durch eine Geisterjagd an der High-School finden Panty und Stocking veränderte Zustände vor. Die Dämonenschwestern Scanty und Kneesocks haben die Herrschaft übernommen und alles nach strengen Regeln organisiert. Panty und Stocking fallen bei einem direkten Vergleich mit den Dämoninnen durch und landen in der unbeliebtesten Klasse, dabei finden sie heraus, dass unter der Schule eine Geisterfabrik liegt, die mithilfe eines Ghost-Stones negative Energie in Geister wandelt, dahinter stecken – wie zu erwarten – die Dämonninen. Ein Kampf entbrennt und am Ende ist der Stein zerstört und die Schule liegt in Trümmern. |
| 7       | Trans-homers "Toransuhōmu" (トランスホーム)                                                                            | Bei Panty und Stocking, die wieder mal im Streit liegen, landen unverhofft die beiden außerirdischen Roboter Masculimus Surprise und Femitron, welche seit Ewigkeiten einen kosmischen Krieg führen. Weil diese wie Süßigkeiten aussehen, werden die energiegebenden Kerne der verblüfften Roboter von den Engeln verspeist, was dazu führt, dass diese selbst zu Robotern werden und sich nun als solche bekriegen. Auf Briefs Ansuchen, bei der Schlichtung zu helfen, beenden Masculimus und Femitron den Krieg und vereinen sich zu einem Geist, um in dieser Form die Menschheit zu vernichten. Panty und Stocking müssen nun wieder vereint gegen einen Geist vorgehen, was ihren Streit beendet und ihnen Fluten von Heaven Coins bringt, welche aber einen miesen Wechselkurs haben, wie Garterbelt feststellt. |
| 7       | The Stripping "Gennama ni Ratai o Hare" (現金に裸体を張れ)                                                             | Panty und Stocking geben zu viel Geld aus, was Garterbelt ihnen verärgert vorhält und was dazu führt, dass man eine Wette abschließt, die das Verdienen von 3 Millionen $ vorsieht. Die Engel beschließen also, sich unter Garterbelts Hohngelächter einen Job zu suchen, scheitern aber bei jedem einzelnen Versuch. Die letzte Chance ist nun das Casino, welches von den Dämonenschwestern geleitet wird, die dort einen Geist hochzüchten. Trotz Scanty und Kneesocks’ Betrug beim Glücksspiel gelingt es den Engeln, die drei Millionen zu gewinnen und deren Plan zu vereiteln. |
| 8       | "…Of the Dead" "…Obu za Deddo" (…オブ・ザ・デッド)                                                                     | Panty und Stocking sind als Ehrengäste in einer Stadt und werden dort von Zombies angegriffen, welche die Dämonenschwestern entfesselt haben. Es endet jedoch alles damit, dass sowohl Panty und Stockings als auch Scanty und Kneesocks zu Zombies gemacht werden. |
| 8       | "1 Angry Ghost" "Ippiki no Ikareru Gōsuto" (一匹の怒れるゴースト)                                                      | Panty und Stocking sind als Angeklagte in einer Gerichtsshow gelandet, welche sowohl solche Shows als auch die "Ace Attorney"-Reihe parodiert. Die Schwestern werden beschuldigt, einen freundlichen Geist getötet zu haben, und erhalten als Anwalt einen beschränkten Affen. Schließlich stellt sich heraus, dass die Frau des Geistes diesen getötet hat und Scanty und Kneesocks hinter allem stecken. |
| 9       | "If the Angels Wore Swimsuits" "Tenshi ga Mizugi ni Kigaetara" (天使が水着にきがえたら)                                | Die Engel und die Dämonenschwestern treffen feindlich auf einem Strand zusammen und entscheiden die Sache in einem Volleyballspiel zu lösen. Nach einem Betrugsversuch der Dämoninnen wird entschieden, dass die Verliererinnen sich nackt ausziehen müssen, doch nach der Niederlage gegen die Engel beschwören diese Geister in Form von Meerestieren und machen sich aus dem Staub, der Strand wird inzwischen verwüstet, auch Garterbelt, diesmals in Maske, erwischt es in Form eines Geisterwals. |
| 9       | "Ghost: The Phantom of Daten City" "Gōsuto: Daten Shiti no Maboroshi" (ゴースト ～ダテンシティの幻～)                  | Stocking verliebt sich in einen entsetzlich abstoßenden Geist und tut von da an alles für diesen. Panty versucht ihre Schwester aus dieser Lage zu befreien, auch mithilfe ihrer Waffe, doch schließlich fährt der Geist in den Himmel auf, als Stocking seinen Heiratsantrag akzeptiert und er durch ihre Liebe erlöst wird. |
| 10      | "Inner Brief" "Innā Burīfu" (インナーブリーフ)                                                                         | Während eines Auftrags werden Panty und Stocking verkleinert und landen schließlich, durch Briefs Scherze, in dessen Körper, wo sie Unheil stiften. Garterbelt nimmt es auf sich, die beiden herauszuholen, was Brief nicht sehr gefällt. |
| 10      | "Chuck to the Future" "Chakku tu za Fyūchā" (チャック・トゥ・ザ・フューチャー)                                         | Eine kurze Trilogie, die sich mit Chuck befasst, den kleinen Dämonen, die in Reißverschlusswesen wie ihm und Fastener hausen, und der Vorgeschichte von Chuck und Fastener. |
| 10      | "Help! We Are Angels" "HELP! Futari wa Enjeru" (HELP! 二人はエンジェル)                                                | Ein Musikvideo mit den Charakteren aus Panty und Stocking. |
| 11      | "Once Upon a Time in Garterbelt" "Wansu Apon a Taimu in Gātāberuto" (ワンス・アポン・ア・タイム・イン・ガーターベルト) | Panty und Stocking vermuten, dass Garterbelt irgendwelchen merkwürdigen Sexualpraktiken nachgeht, und finden bei Nachforschungen, um ihn mit dem Ergebnis zu erpressen, sein Tagebuch, welches beschreibt, wie er als Verbrecher aufstieg, brutal zu Tode kam und schließlich von Gott mit einer heiligen Aufgabe bedacht wurde, welche er aber ablehnte. Zur Strafe für diese Verweigerung wird Garterbelt Millionen Jahre in die Vergangenheit zurückgeschleudert und muss sich nun in der Geschichte vorwärtskämpfen, prügelt sich dabei mit Dinosauriern, Affen, trifft auf Adam und Eva, die alten Ägypter usw., bis er schließlich die Aufgabe annimmt. |
| 11      | "Nothing to Room" "Nasshingu tu Rūmu" (ナッシング・トゥ・ルーム)                                                       | Panty und Stocking reden über verschiedene Sachen, während sie auf das Essen warten, welches Garterbelt zubereitet. Beide bestellen schließlich tonnenweise Pizza, Burger usw., da sie bereits acht Stunden warten, müssen dann aber auch Garterbelts gewaltiges Menü, welches dieser zur Feier seiner Afro-Siegerehrung bereitet hat, annehmen, da er ihnen Essensverschwendung verbietet, was dazu führt, dass sie sich überessen. |
| 12      | "D.C. Confidential" "Dī.Shī. Konfidensharu" (ナッシング・トゥ・ルーム)                                                 | Scanty und Kneesocks berichten Corset, dem Bürgermeister von Daten City, die Ergebnisse ihrer erfolglosen Kämpfe gegen Panty und Stocking sowie den Aufenthaltsort der Blutsverwandten des Höllenaffen. |
| 12      | "Panty + Brief" "Panti ando Burīfu" (パンティ+ブリーフ)                                                                | Panty und Stocking haben genug Himmel-Coins gesammelt, um wieder ins Himmelreich zurückkehren zu dürfen. Doch nur Stocking wird zurückgenommen, während Panty gezwungen ist, ihre Aufgaben auf der Erde zu wiederholen und ihr die sexuelle Beziehungen als Strafe für ihr unmoralisches Verhalten verboten werden. Um sie aufzumuntern, lädt Brief sie zu einer Party ein, wo er mit der Tochter des Bürgermeisters (Scanty in Verkleidung) verlobt werden soll, und kündigt stattdessen seine Absicht an, Panty zu heiraten. Scanty und Kneesocks greifen Panty an, die beginnt, ihre engelhaften Kräfte zu verlieren, und mit Brief flieht. Panty beschließt, mit Brief Sex zu haben, findet jedoch, dass sie dazu nicht in der Lage ist, da sie ihre Jungfräulichkeit zurückgewonnen hat. Corset und die Dämonenschwestern erscheinen und entführen Brief, den Blutsverwandten des Höllenaffen, dessen Penis der Schlüssel zur Höllentür ist, und lassen Panty machtlos zurück, um ihn zu retten.                                            |
| 13      | "Bitch Girls" "Bitchi Gāruzu" (ビッチガールズ)                                                                         | Nachdem sie ihre Kräfte verloren hat, wird Panty von Garterbelt hinausgeworfen und zieht zu einer alten Frau auf eine Farm, die, ohne dass Panty es weiß, mit Garterbelt im Bunde ist und sie dazu bringt, Corset daran zu hindern, Brief zu benutzen, um das Tor zur Hölle zu öffnen. Panty hat Sex mit Brief, verliert ihre Jungfräulichkeit und stellt ihre Kräfte wieder her. Stocking kehrt zurück, um Panty im Kampf gegen Corset und die Dämonenschwestern zu helfen. |
| 13      | "Bitch Girls: 2 Bitch" "Bitchi Gāruzu: Tsū Bitchi" (ビッチガールズ 2ビッチ)                                            | Brief entriegelt versehentlich das Tor zur Hölle mit seinem Penis und entfesselt einen massiven Geist, der beginnt, Datenstadt zu zerstören. Corset tötet Garterbelt und verschmilzt mit dem Geist, um den Himmel anzugreifen. Panty und Stocking finden Garterbelts Kreditkarte und nutzen sie, um unzählige Waffen aus dem Himmel zu kaufen und einen massiven Laser zu bilden, mit dem sie Corset besiegen können. Allerdings feuern sie ihn versehentlich rückwärts in den Himmel ab, wodurch stattdessen Panty und Stockings Mutter herbeigerufen wird, die Corset zerstört und den Geist zurück ins Höllentor drängt, das versiegelt wird. Garterbelt kehrt ins Leben zurück, um weiterhin über die Anarchie-Schwestern zu wachen, die erneut aus dem Himmel geworfen werden, weil sie seine Kreditkarte überzogen haben und somit ihre Himmel-Coints aufgebraucht haben. Nach den Abspannenden folgt eine Kette von bizarren Plot-Twists, die eine Prämisse für eine weitere Saison aufstellen und alle anwesenden Charaktere verblüffen. |

## Entstehung und Veröffentlichungen
Der Anime wurde vom Animationsstudio Gainax unter der Regie von Hiroyuki Imaishi produziert. Das Design der Charaktere wurde von Atsushi Nishigori entworfen und die künstlerische Leitung übernahm Masanobu Nomura. Die Musik der Serie wurde von Taku Takahashi komponiert. Das ursprüngliche Konzept zur Serie stammt von Hiromi Wakabayashi, der sich dabei von amerikanischer Popkultur, vor allem Zeichentrickserien wie Drawn Together und Powerpuff Girls, inspirieren ließ, was sich sowohl thematisch als auch visuell in Panty & Stocking with Garterbelt niederschlägt. Die Erstausstrahlung der Serie erfolgte vom 2. Oktober bis 25. Dezember 2010 nach Mitternacht (und damit am vorherigen Fernsehtag) auf dem Sender BS NTV. Ihr folgten zeitlich versetzt ebenfalls Übertragungen auf den Sendern AT-X, Chiba TV, Gifu Broadcasting, Mie TV, Sun TV, Tokyo MX, TV Kanagawa, TV Saitama und TVQ Kyushu Broadcasting. Außerhalb Japans wurde die Serie von Crunchyroll lizenziert und als Streamingangebot mit englischen Untertiteln bereitgestellt.
Am 28. April 2011 erschien in Japan eine Original Video Animation unter dem Titel Panty & Stocking in Sanitarybox (サニタリーボックスにパンティ＆ストッキング). Sie besteht aus acht Kurzfilmen.
Im Rahmen der Anime Expo 2022 wurde nach zwölf Jahren eine weitere Staffel angekündigt, mit Studio Trigger als Produktionsstudio. Auf der Anime Expo 2023 wurde verkündet, dass Trigger die Rechte an der Serie von Gainax erworben hat sowie ein Teaser veröffentlicht. Die Serie soll mit Zensur am 9. Juli 2025 auf Tokyo MX, BS NTV und anderen Kanälen Premiere feiern, während die unzensierte Version am 15. Juli im Satellitennetzwerk AT-X ausgestrahlt wird. Der Anime wurde von Amazon Prime Video für das globale Streaming lizenziert. Die Anime Expo 2025 zeigte am 4. Juli 2025 die Weltpremiere der Serie.

### Synchronisation
| Rolle        | Japanischer Sprecher (Seiyū)                           | Deutsche Synchronsprecher |
| ------------ | ------------------------------------------------------ | ------------------------- |
| Panty        | Arisa Ogasawara                                        | Franciska Friede          |
| Stocking     | Mariya Ise                                             | Leoni Kristin Oeffinger   |
| Garterbelt   | Kōji Ishii                                             | Erik Schäffler            |
| Chuck        | Takashi Nakamura                                       | TBD                       |
| Brief        | Hiroyuki Yoshino                                       | Toni Michael Sattler      |
| Scanty       | Yuka Komatsu                                           | Katharina Lukschy         |
| Kneesocks    | Ayumi Fujimura (Staffel 1) Akeno Watanabe (Staffel 2)  | Jana Dunja Gries          |
| Corset       | Shigeru Chiba                                          | Robert Kotulla            |
| Fastener     | Miki Makiguchi (Staffel 1) Yūko Natsuyoshi (Staffel 2) | TBD                       |
| Polyester    | Junya Enoki                                            | TBD                       |
| Polyurethane | Yūto Uemura                                            | TBD                       |

### Musik
Der Vorspann der Serie war mit dem Titel Theme for Panty & Stocking unterlegt, der von Hoshina Anniversary getextet, komponiert und interpretiert wurde. Im Abspann wurde eine Kurzfassung des Titels Fallen Angel von Aimee B verwendet. Beide wurden vom Hip-Hop-Produzenten Taku Takahashi produziert.

## Manga
Parallel zur Anime-Serie erschien in Kadokawa Shotens Magazin Young Ace von Ausgabe 9/2010 (4. August 2010) bis 7/2011 (4. Juni 2011) eine Manga-Reihe. Gezeichnet wird diese von Tagro basierend auf der Vorlage von Gainax.
Die Kapitel wurde in einem Sammelband (Tankōbon) zusammengefasst, der am 4. Juni 2011 erschien (ISBN 978-4-04-715713-2).